# یونیونویل (نیوجرسی)
یونیونویل (به انگلیسی: Unionville) یک منطقهٔ مسکونی در ایالات متحده آمریکا است که در امول شرقی، نیوجرسی واقع شده‌است. یونیونویل ۷۰٫۱ متر بالاتر از سطح دریا قرار دارد.